# フランシスコ・マデロ
フランシスコ・イグナシオ・マデロ・ゴンサレス（スペイン語: Francisco Ignacio Madero González, 1873年10月30日 - 1913年2月22日）は、メキシコの革命家、政治家、第33代大統領（在任：1911年11月16日 - 1913年2月18日）。

## 人物

### 生い立ち
彼はコアウイラ州パラスでフランシスコ・マデロとメルセデス・ゴンサーレス・トレビーノ夫妻の息子として生まれた（彼の名前の一部のイニシャル「I」はイグナシオ（Ignacio、またはIndalecio）を表す）。彼の親はポルトガル系で、メキシコで最も裕福な家庭のうちの一つだった。マデロはアメリカのメリーランド州ボルチモア、フランスのヴェルサイユおよびカリフォルニア大学バークレー校で教育を受けた。 

### メキシコ革命
独裁者ポルフィリオ・ディアスの支配下での貧困層の苦境によって影響され、1904年にマデロはベニート・フアレス民主クラブに加わり政治と関係するようになった。 思想的には保守派で裕福な大農場と繊維工場主のマデロはディアス派の幹部だったが、ディアスの長年の独裁に対し反対し、1909年になると｢再選反対センター｣を設立し週刊紙を発行、最大の反勢力となった。
マデロはディアス統治下の現体制が必然的に社会革命の発生に繋がると心配した。彼は大衆の暴動から指導層を保護する寡頭政治の支持者であった。彼は「無知な大衆が公職に対する候補決定での直接的役割を取るべきではない」と主張し、ディアスの大統領職をそれに対するものとして非難した。彼はディアスに国内外のエリートが利益を得るために農民と無産階級に対する譲歩を申し入れるよう提案した。そしてそのような譲歩が過激な思想の抑制になることを望んだ。
翌年の大統領選挙に向け反対勢力を結集し選挙への出馬を目指したが、1910年6月に反乱煽動の容疑でモンテレイで逮捕され、サン・ルイス・ポトシで収監された。選挙はマデロが獄中に収監されている間に実施されディアスが再選、9月にディアスが大統領に就任するとマデロは恩赦で釈放された。マデロはそのままアメリカに亡命した。
マデロは10月5日、亡命中のテキサス州で選挙の不正とディアス大統領の当選無効を主張、11月20日に一斉蜂起することを呼びかける。これが後にメキシコ革命と呼ばれるようになる。計画が準備されていることをメキシコ政府が察知したとき、マデロはテキサス州サンアントニオへ逃れた。しかしながら革命の動きはすでに広がり、パンチョ・ビリャがチワワ州で蜂起、パスクアル・オロスコも同州北部で蜂起した。マデロは1911年3月にビリャ、オロスコの部隊と合流、4月にはアメリカ軍が越境し反乱軍と戦闘する。5月に反乱軍はシウダ・フアーレスを占領し、ディアスは大蔵大臣のリマントゥールを停戦交渉に派遣。一度は物別れに終わるが二度目の交渉で停戦が締結。ディアスは1911年5月25日に辞職した。

### 大統領として
5月26日、議会はディアス政権の外務大臣フランシスコ・レオン・デ・ラ・バーラを臨時大統領に任命した。デ・ラ・バーラは強固な保守派で、革命のより過激な考えを緩和するために任命された。マデロは6月7日にメキシコ市に入り、デ・ラ・バーラ臨時大統領と旧議会を承認、10月に大統領選挙を行うと発表する。8日にはエミリアーノ・サパタと会談したが、サパタによるインディオへの土地要求と、マデロのサパタ軍の武装解除要求と両者は対立、会談は物別れに終わった。
10月の大統領選挙にマデロは勝利し、副大統領にホセ・マライア・ピノ・スアーレス、国防相にはコアウイラ州知事のベヌスティアーノ・カランサ、軍司令官にビクトリアーノ・ウエルタを任命した。マデロの大統領就任時、革命派の中はサパタ派と保守主義派に大きく分かれていた。マデロは全国農地委員会と労働省を設立して改革の姿勢を示したが、旧支配層の権益を保護したため、サパタによって反逆者と呼ばれた。
サパタはゲリラ活動を開始、また新政権での待遇に不満を持ったオロスコも蜂起し、これにビリャも合流した。マデロは反乱軍の掃討をウエルタに命じ、ウエルタは9月に反乱を鎮圧、オロスコとビリャはアメリカ合衆国に亡命した。
1913年1月、マデロは100万ペソの使い込みでウエルタを解任。2月9日に反乱が発生し、マデロは再びウエルタを首都警備隊司令官に任命した。2月18日、ウエルタはフェリックス・ディアス（ポルフィリオ・ディアスの甥）及び米国大使ヘンリー・レーン・ウィルソンと共謀しクーデターを実行した。マデロは辞職を強いられ、ペドロ・ラスクラインによるごくわずかな大統領職後にウエルタは21日暫定大統領を宣誓、マデロと副大統領のピノ・スアーレスは2月22日にメキシコシティの刑務所へ移送中に処刑された。彼の兄弟グスタボ・A・マデロも殺された。ウエルタ政府は「彼らが支持者による救助の試みが失敗した後に殺害が命じられた」とその後発表した（これらの事件はメキシコでは「悲劇の十日間」と呼ばれる）。このときの駐墨大使堀口九萬一（堀口大學の実父）は、マデロ大統領の家族を危険を顧みず保護したといわれる。
1982年に発行された500ペソ紙幣に肖像が使用されていた。